# Поречьевское сельское поселение
Поречьевское се́льское поселе́ние (карел. Poriičan kyläkunda) — упразднённое муниципальное образование в составе Бежецкого района Тверской области, существовавшее в 2005 — 2023 годах.
Центр поселения — село Поречье.

## Географические данные
- Общая площадь: 313 км²
- Нахождение: северо-западная часть Бежецкого района
  - Граничит:
    - на севере — с Молоковским районом, Ахматовское СП и Обросовское СП
    - на востоке — с Борковским СП
    - на юге — с Фралевским СП и Михайловогорским СП
    - на западе — с Максатихинским районом, Селецкое СП и Буденовское СП

Главные реки — Молога, Осень и её притоки Мелеча и Могоча.

## История
В XIII—XIV вв. территория поселения относилась к Бежецкому Верху Новгородской земли.

В XV веке присоединена к Великому княжеству Московскому.
В XIX — начале XX века деревни поселения относились к Поречской и Чижовской волостям Бежецкого уезда Тверской губернии.
В 1940-50-е годы на территории поселения существовали Чижовский сельсовет Бежецкого района и Поречьевский, Переузский и Хозницкий сельсоветы Молоковского района Калининской области.
Образовано в 2005 году, включило в себя территории Поречьевского и часть Потёсовского сельских округов.
Законом Тверской области от 13 апреля 2023 года № 15-ЗО муниципальное образование было упразднено с включением всех населённых пунктов в состав Бежецкого муниципального округа.

## Население
| 2005 | 2008 | 2010 | 2011 | 2012 | 2013 | 2014 |
| ---- | ---- | ---- | ---- | ---- | ---- | ---- |
| 667  | ↘540 | ↘472 | ↘469 | ↘457 | ↘439 | ↗701 |
| 2015 | 2016 | 2017 | 2018 | 2019 | 2020 | 2021 |
| ↘669 | ↘662 | ↘635 | ↘623 | ↘620 | ↘610 | ↘368 |

На 01.01.2008 — 540 человек. Национальный состав: русские и тверские карелы.

## Состав сельского поселения
В состав сельского поселения входят 30 населённых пунктов:
| №  | Населённый пункт | Тип     | Население |
| -- | ---------------- | ------- | --------- |
| 1  | Вепрь            | деревня | →19       |
| 2  | Воронья Нога     | деревня | ↘32       |
| 3  | Георгиевское     | село    | →0        |
| 4  | Давыдцево        | деревня | →0        |
| 5  | Дмитровка        | деревня | ↘16       |
| 6  | Дорка Рикачева   | деревня | ↘1        |
| 7  | Дуброва          | деревня | ↘12       |
| 8  | Забегаловка      | деревня | ↗5        |
| 9  | Захарино         | деревня | →0        |
| 10 | Иванищи          | деревня | ↘5        |
| 11 | Колохово         | деревня | ↘1        |
| 12 | Костерино        | деревня | →0        |
| 13 | Кочевино         | деревня | ↘1        |
| 14 | Курганы          | деревня | ↘7        |
| 15 | Любини           | деревня | ↘0        |
| 16 | Миновское        | деревня | ↘1        |
| 17 | Новинка          | деревня | →0        |
| 18 | Осипово          | деревня | →1        |
| 19 | Переузь          | деревня | ↗15       |
| 20 | Поречье          | село    | ↘226      |
| 21 | Расловлево       | деревня | ↘6        |
| 22 | Симонов Городок  | деревня | →0        |
| 23 | Спицино          | деревня | →0        |
| 24 | Степаньково      | деревня | ↘7        |
| 25 | Федорово Село    | деревня | →1        |
| 26 | Федорцево        | деревня | →0        |
| 27 | Хорошево         | деревня | ↘24       |
| 28 | Черемушки        | деревня | ↘9        |
| 29 | Чижово           | село    | ↘77       |
| 30 | Шачево           | деревня | →0        |

### Бывшие населенные пункты
В 2001 году исключены из учётных данных деревни Красная Горка, Кунье и Хутор Приют.

Ранее исчезли деревни: Гольцово, Зады, Застенье, Ильинское, Кошмариха, Красное, Лотошиха, Ненорово, Пестово, Пупец, Раи, Рюхово, Старово, Телепково, Юрчиха и другие.